# Hassel-pyramideugle
Hassel-pyramideugle (Amphipyra perflua) er en natsommerfugl i familien Ugler. den er fundet fra det nordlige Europa, over Sibirien og så langt mod øst som i Korea.
Bestanden i Danmark menes at være på  under 500 eksemplarer og den er regnet som en kritisk truet på den danske rødliste 2019.  De har et vingefang på  44–54 mm. De flyver fra juli til september. Larverne lever på flere forskellige arter  træer, som hvidtjørn, poppel, pil, elm, hassel, slåen og æbletræer.